# Herrschaft Waldeck (Oberpfalz)
Die Herrschaft Waldeck war ein kleines Gebiet im Raum Kemnath im Landkreis Tirschenreuth in Bayern, mit Sitz auf der Burg Waldeck, einer der ältesten Burgen der Oberpfalz.
Es wird vermutet, dass die Grafen von Sulzbach im Nordgau (Bayern) das Waldeck-Kemnather Gebiet, das Kaiser Heinrich II. dem Bistum Bamberg bei seiner Gründung und finanziellen Ausstattung zugeteilt hatte, von 1108 bis etwa 1150 als Vögte des Bischofs von Bamberg verwalteten. Um 1050 kam es wohl durch Schenkung oder Kauf in den Besitz der edelfreien Herren von Pettendorf-Lengenfeld-Hopfenohe, wohl einer Seitenlinie der Edelfreien von Kastl (im Lauterachtal). Der letzte dieses Hauses, Friedrich III., starb ohne männlichen Erben zwischen 1112 und 1119.  Eine Tochter, Heilika von Lengenfeld, war mit dem Pfalzgrafen Otto von Wittelsbach verheiratet.  Die andere, Heilwig, war mit dem Grafen Gerhard I. von  Leuchtenberg († 1146) vermählt, der durch diese Heirat die Grundherrschaft Waldeck erbte. Als Gebhard von Waldekken ist er der erste urkundlich verbürgte Besitzer der Burg Waldeck, die 1124 erstmals urkundlich erwähnt wurde.  Friedrich II. von Leuchtenberg (1244–1284) verkaufte Burg und Teile der Grundherrschaft Waldeck 1283 an Herzog Ludwig von Bayern, den Rest (darunter auch die Burg Weißenstein) an Burggraf Friedrich III. von Nürnberg.
Bis 1698 war die Burg Sitz des Landrichteramtes Waldeck-Kemnath. Seit einem Brand 1794 ist sie eine Ruine.

## Weblink
- Aus der Geschichte der Stadt Kemnath (Memento vom 13. April 2010 im Internet Archive)